# Androkli Kostallari
Androkli Kostallari (ur. 7 listopada 1922 w  Përmecie, zm. 22 marca 1992 w Tiranie) – albański językoznawca i naukowiec, laureat tytułu honoris causa. Prowadził wiele badań języka albańskiego, które miały znaczący wpływ na jego rozwój.

## Życiorys
Uczęszczał do szkół średnich w Szkodrze i Tiranie. Po wojnie pracował w prasie, gdzie zajmował kierownicze stanowiska. W roku 1954 Ukończył studia filologiczne na Uniwersytecie Łomonosowa w Moskwie. W latach 1958–1990 pełnił funkcję dziekana na Wydziale Historyczno-Filologicznym Uniwersytetu Tirańskiego, a następnie Wydziałem Językoznawstwa i Literatury. Pełnił funkcję redaktora naczelnego w czasopismach Studia albanica (w latach 1964-1980) i Studime filologjike (w latach 1964-1991).
Prowadził wiele badań nad leksykonem języka albańskiego, cechami wyrazów tego języka oraz różnymi zagadnieniami teoretycznymi z zakresu leksykografii albańskiej. Dzięki niemu powstały dwa słowniki do języka albańskiego; Fjalor i gjuhës së sotme shqipe wydany w roku 1980 oraz Fjalor i shqipes së sotme wydany w 1984.
Otrzymał tytuł honoris causa od Uniwersytetu w Göteborgu. W Albanii był dwukrotnie nagrodzony Orderem Naima Frashëriego I klasy.